# 三戸古村
三戸古村（みとこそん）は、鳥取県岩美郡にあった自治体である。1896年（明治29年）3月31日までは邑美郡に属した。

## 概要
現在の鳥取市美和・古郡家・久末・越路、および南栄町の一部（1976年に久末の一部などから発足）に相当する。千代川支流の大路川中・上流域に位置した。
藩政時代には鳥取藩領の邑美郡三戸古保（みとこのほ）に属する美和村・古郡家村・久末村・越路村があった。
越路（こえじ）には鎌倉時代より伝わるとされる越路の雨乞踊があり、降雨の願掛けが叶った際に感謝の印として越路神社に奉納する。

## 沿革
- 1881年（明治14年）9月12日 - 鳥取県再置。
- 1883年（明治16年） - 東大路村に置かれた連合戸長役場の管轄区域となる。
- 1889年（明治22年）10月1日 - 町村制の施行により、美和村・古郡家村・久末村・越路村が合併して村制施行し、三戸古村が発足。旧村名を継承した4大字を編成。大路村との組合役場を同村大字東大路村に設置[6][7]。
- 1896年（明治29年）4月1日 - 郡制の施行により、邑美郡・法美郡・岩井郡の区域をもって岩美郡が発足し、岩美郡三戸古村となる。
- 1914年（大正3年）10月1日 - 「三戸古村大字◯◯村」から大字の「村」を削除し、「三戸古村大字◯◯」と改称[8]。
- 1918年（大正7年）4月1日 - 大路村と合併して米里村が発足。同日三戸古村廃止[3]。

## 行政

### 歴代組合村長
- 米里村を参照。

## 教育
- 三徳尋常小学校（現在の鳥取市立米里小学校）

## 交通
- 若桜往来筋（雲山 - 東大路 - 久末 - 船木）：後に若桜街道（現在の県道323号）が整備されるまでの旧道[9]